# 乌恩恰西瓦纳
乌恩恰西瓦纳（Uncha Siwana），是印度哈里亚纳邦Karnal县的一个城镇。总人口10609（2001年）。

## 人口
该地2001年总人口10609人，其中男性6883人，女性3726人；0—6岁人口1101人，其中男617人，女484人；识字率75.30%，其中男性为84.73%，女性为57.89%。